# أتليتيك أند رننغ كلوب دي بروكسل
أتليتيك أند رننغ كلوب دي بروكسل (Athletic & Running Club de Bruxelles) هو نادي كرة قدم بلجيكي تأسس عام 1883. كان هو أول فريق أضيف إلى الدوري البلجيكي لكرة القدم بعد الموسم الأول، وتحديدًا في موسم 1896–97. ظلّ في الدرجة الأولى حتى انسحابه عام 1905. أفضل ترتيب للفريق كان عام 1900 عندما أنهى في المركز الثالث من أصل 6 فرق. انحل النادي عام 1909.